# Organista

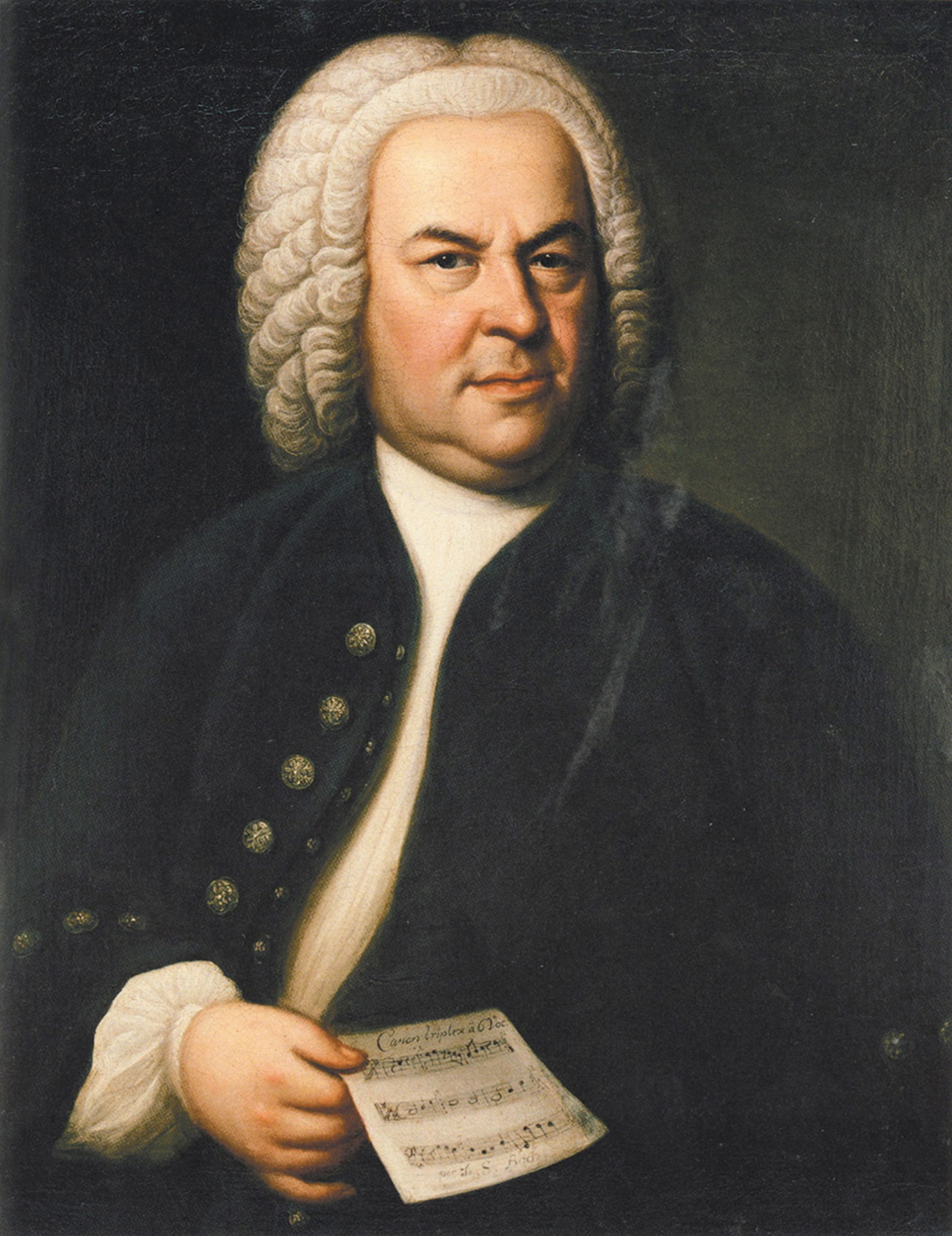
Johann Sebastian Bach (1685-1750) frecuentemente citado como el mejor compositor de órgano.

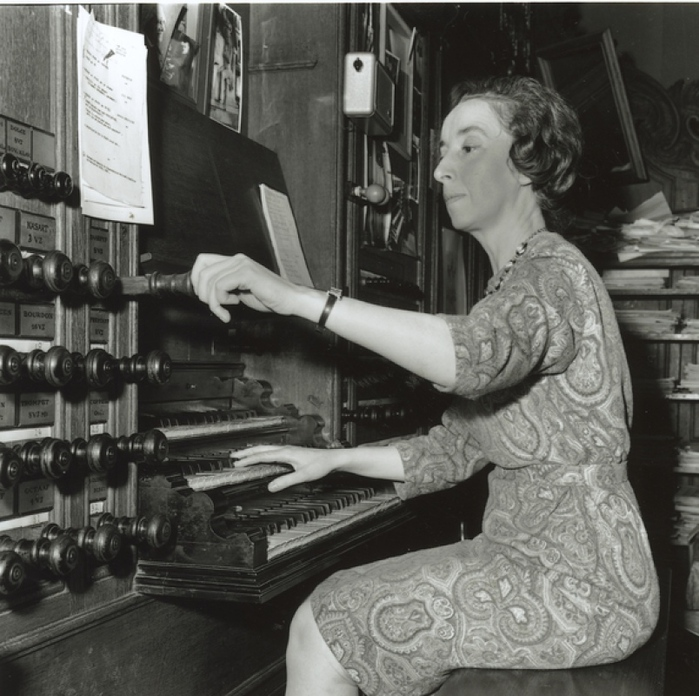
La organista francesa Jeanne Demessieux (1921-1968) fue una de las últimas grandes organistas tanto por su ejecución del instrumento como por sus composiciones.

Un organista es un músico que toca cualquier tipo de órgano, ya sea un órgano de catedral, de cámara o positivo. Un organista puede interpretar piezas para órgano solo, tocar con un grupos de instrumentos u orquesta, o acompañar a uno o más cantantes o instrumentistas. Pueden arreglar piezas para la ocasión como también hacer improvisaciones. Además, un organista puede acompañar himnos corales religiosos e interpretar música litúrgica. La persona que construye, afina y brinda mantenimiento al instrumento se lo conoce como organero.
El músico que tocaba el órgano hidráulico (hydraulis) se denominaba hydraulés.
Teniendo en cuenta las dificultades que se ofrecen en el arte de tocar este instrumento parecería imposible encontrar quien lo desempeñara con perfección, pero el órgano tiene recursos inmensos y éstos cubren muchas veces las medianías. La facultad de servirse de tres o cuatro teclados (llamados manuales) ya sea uniéndolos o separándolos, de tener a su disposición tantos instrumentos diferentes en otros tantos registros que le proporcionan medios de inventar combinaciones nuevas, todo esto puede hacer brillar a un organista. Comúnmente se cree que un buen organista es lógicamente también un buen pianista, sin embargo ambas técnicas (de piano y de órgano) son muy diferentes, esto se debe a que el funcionamiento de los órganos y los pianos son totalmente distintos.
El tacto, es decir la pulsación de las teclas, indispensable para tocar bien el piano no se parece al del órgano que debe ser más bien ligado que brillante. Las fugas, también referido como estilo fugado, debe ser el carácter distintivo en la ejecución del órgano, siendo el género que se adapta mejor a este instrumento tan complejo.
Si en general un organista debe estar adornado de muchos conocimientos musicales, muchos más requiere tener uno perteneciente a la Iglesia católica.
Este debe conocer bien todos los tonos del canto llano y varios de los modos de acompañamiento, ya sea colocándolos en el bajo, o dejándolos oír en los altos tonos. Con este conocimiento podrá acompañar con propiedad las misas, los salmos, los himnos, las antífonas y el Te Deum, según las festividades del rito.
En lo que compositores para órgano respecta, el periodo barroco fue el más fructífero para el instrumento, con compositores de gran renombre como Johann Pachelbel, Dietrich Buxtehude, Johann Sebastian Bach y Georg Friedrich Händel, del clasicismo Mozart, del romanticismo Franz Liszt, Alexandre Boël, Felix Mendelssohn, Anton Bruckner, Léon Boëllmann  y César Franck. Del siglo XX tenemos a Charles-Marie Widor, Jehan Alain, Olivier Messiaen, Francis Poulenc, Marcel Dupré y Jeanne Demessieux.
Como improvisadores se pueden destacar a Charles Tournemire, Marcel Dupré, Pierre Cochereau y Pierre Pincemaille.
Como intérpretes se pueden destacar a Albert Schweitzer, Lionel Rogg, Helga Schauerte-Maubouet y Adelma Gómez. La francesa Marie-Claire Alain es considerada la organista de mayor éxito, con cerca de doscientos cincuenta discos editados y cuatro millones de copias vendidas, grabó en tres ocasiones la obra integral de órgano de Johann Sebastian Bach, además de registrar las obras de una docena de compositores.